# Línea Abetxuko - Unibertsitatea (Tranvía de Vitoria)
La línea Abetxuko - Unibertsitatea es una de las dos líneas que componen el Tranvía de Vitoria y que une los ramales 1 y 3, correspondientes a los barrios que dan nombre a la línea, con el centro de la ciudad.
La línea Abetxuko - Unibertsitatea atraviesa los barrios de Abetxuko, Arriaga, Gazalbide, El Pilar, Coronación, Txagorritxu, Lovaina, Ensanche, Desamparados y San Cristóbal. En su itinerario se encuentran lugares importantes como el cámpus de Alava de la Universidad del País Vasco/Euskal Herriko Unibertsitatea, el Iradier Arena, el Parlamento Vasco/Eusko Jaurlaritza, la Catedral de María Inmaculada, el Palacio de Congresos Europa Batzar Jauregia, la estación de autobuses y la comisaría de la Ertzaintza.

## Historia
Esta línea fue puesta en servicio en varias partes. La primera de ellas, la cual comprende entre las paradas de Honduras y Angulema (ramal número 1) y que funciona como tramo común entre ambas líneas, fue inaugurado el 23 de diciembre de 2008 por el lehendakari Juan Jose Ibarretxe, por el alcalde de Vitoria Patxi Lazcoz y el antiguo alcalde Alfonso Alonso. El segundo tramo entre las paradas de Intermodal y Abetxuko (actual parada de Kañabenta, correspondiente a casi todo el ramal de Abetxuko (ramal número 3), fue inaugurado el 10 de julio de 2009.
El 6 de septiembre de 2012, tras algo más de un año de obras, se inaugura la ampliación del tranvía al corazón del barrio de Abetxuko. Redenominando la parada existente de Abetxuko por Kañabenta, e inaugurando las paradas de Kristo y la actual de Abetxuko
El 15 de febrero de 2020, con la inauguración del ramal a Unibertsitatea, la línea se amplió una parada más hasta Florida, mientras que el resto de la ampliación pasó a formar parte de la línea TVG Ibaiondo - Unibertsitatea.
Finalmente, y con la ampliación del tranvía al barrio de Salburua el 1 de abril de 2023, la línea Abetxuko - Florida se prolongó hasta, Unibertsitatea para sustituir a la otra línea, la cual dejó de servir a las paradas de Hegoalde y Unibertsitatea para empezar a circular hacia el nuevo ramal de Salburua. Desde entonces las líneas son las siguientes:
- TVG: Línea Abetxuko - Unibertsitatea.
- TVG: Línea Ibaiondo - Salburua.

## Paradas
| Parada | Parada | Parada | Parada                           | Correspondencia    |
| ------ | ------ | ------ | -------------------------------- | ------------------ |
|        | ■      |        | Abetxuko                         |                    |
|        | ■      |        | Kristo                           |                    |
|        | ■      |        | Kañabenta                        |                    |
|        | ■      |        | Artapadura                       |                    |
|        | ■      |        | Arriaga                          |                    |
|        | ■      |        | Gernikako Arbola                 |                    |
|        | ■      |        | Forondako Atea/Portal de Foronda | 4                  |
|        | ■      |        | Intermodal                       | 1 2A 2B 4 8        |
|        | ■      |        | Honduras                         | TVG 1 8            |
|        | ■      |        | Europa                           | TVG 1 5 8          |
|        | ■      |        | Antso Jakituna/Sancho el Sabio   | TVG                |
|        | ■      |        | Lovaina                          | TVG 4 5 6 7 10     |
|        | ■      |        | Legebiltzarra/Parlamento         | TVG 1 4 5 6 7 10   |
|        | ■      |        | Angulema                         | TVG 1 3 4 6 7 9 10 |
|        | ■      |        | Florida                          | TVG 3 7 8 9 10     |
|        | ■      |        | Hegoalde                         | 3 8 9 10           |
|        | ■      |        | Unibertsitatea                   | 2A 2B 8            |

## Explotación

### Frecuencias
La línea está operativa todos los días del año y todos los tranvías realizan el recorrido completo. Estas son las frecuencias para cada uno de los sentidos:
Cuando finalizan las fiestas de La Blanca a partir del 10 de agosto y como nueva medida adoptada por Euskotren desde el año 2023, la frecuencia se atrasa a 20 minutos diarios hasta el primer día laborable de septiembre. En 2023, la frecuencia de 20 minutos se aplicó del 10 de agosto al 4 de septiembre, donde en esta última fecha se volvía a establecer la frecuencia habitual de 15 minutos.

#### Abetxuko → Unibertsitatea
- Laborables: 15' (de 06:06 a 21:51) - 20' (de 22:15 a 22:35)
- Sábados, Domingos y Festivos: 15' (de 06:51 a 21:51) - 20' (de 22:15 a 22:35)

#### Unibertsitatea → Abetxuko
- Laborables: 15' (de 06:28 a 22:28) - 20' (de 22:28 a 22:48)
- Sábados, Domingos y Festivos: 15' (de 06:58 a 22:28) - 20' (de 22:28 a 22:48)